# 1948年の日本公開映画
- 映画 > 映画の一覧 > 年度別日本公開映画 > 1948年の日本公開映画
- 映画 > 1948年の映画 > 1948年の日本公開映画

1948年の日本公開映画（1948ねんのにほんこうかいえいが）では、1948年（昭和23年）1月1日から同年12月31日までに日本で商業公開された映画の一覧を記載。作品名の右の丸括弧内は製作国を示す。
記載の凡例については年度別日本公開映画#凡例を参照

## 作品一覧

### 1月
- 4日
  - 懐しのブルース（日本）
- 13日
  - 姉妹と水兵（アメリカ）
  - 冒険（アメリカ）
- 27日
  - 愛のあけぼの（アメリカ）
  - 運命の暦（日本）
  - 美女と野獣（フランス） - キネマ旬報ベストテン外国映画6位
  - 若草の歌（アメリカ）

### 2月
- 3日
  - 第二の人生（日本） - キネマ旬報ベストテン10位
- 10日
  - 踊る結婚式（アメリカ）
  - 三人姉妹（アメリカ）
  - ニュウ・ムウン（アメリカ）
  - 悲恋（フランス） - キネマ旬報ベストテン外国映画10位
  - 魔法の楽弓（イギリス）
- 24日
  - 風を起す女（アメリカ）
  - 七つの月のマドンナ（イギリス）
  - フィラデルフィア物語（アメリカ）
  - ブルースの誕生（アメリカ）
  - われ泣きぬれて（日本）
- 25日
  - 誘惑（日本）

### 3月
- 9日
  - 山猫令嬢（日本）
  - 旅路の果て（フランス） - キネマ旬報ベストテン外国映画5位
  - ラッキー・パートナー（アメリカ）
- 16日
  - 美しき豹（日本）
  - センチメンタル・ジャーニー（アメリカ）
- 23日
  - アンナとシャム王（アメリカ）
  - 快傑ゾロ（アメリカ）
  - ターザンの黄金（アメリカ）
  - 捕われた心（イギリス）
- 30日
  - 手をつなぐ子等（日本） - キネマ旬報ベストテン2位

### 4月
- 2日
  - 女（日本）
- 6日
  - ミネソタの娘（アメリカ）
- 13日
  - ガリヴァー旅行記（アメリカ、アニメーション）
- 20日
  - 愛の海峡（イギリス）
  - 奥様は顔が二つ（アメリカ）
- 22日
  - ハリウッド玉手箱（アメリカ）[1]
- 27日
  - 醉いどれ天使（日本） - キネマ旬報ベストテン1位

### 5月
- 4日
  - カルメン（フランス）
  - 不死身の魔王（ソ連）
  - ラヴレター（アメリカ）
- 6日
  - 恋愛放送（アメリカ）
- 10日
  - 好色五人女（日本）
- 15日
  - ウォタルー街（イギリス）
- 18日
  - かくて忍術映画は終わりぬ（日本）
- 25日
  - 逢びき（イギリス） - キネマ旬報ベストテン外国映画3位
  - カナリヤ姫（アメリカ）
  - コーカサスの花嫁（ソ連）
  - わが愛は山の彼方に（日本）
- 26日
  - 夜の女たち（日本） - キネマ旬報ベストテン3位
- 28日
  - 愛の勝利（アメリカ）

### 6月
- 1日
  - ゾラの生涯（アメリカ）
  - 時の貞操 前篇（日本）
- 5日
  - 眠れる美女（ソ連）
- 8日
  - 青春一座（アメリカ）
  - 時の貞操 後篇（日本）
- 15日
  - あらし（フランス）
  - 接吻売ります（アメリカ）
  - 狙われた男（フランス）
  - 我等の生涯の最良の年（アメリカ） - キネマ旬報ベストテン外国映画2位
- 29日
  - 青の恐怖（イギリス）
  - 剃刀の刃（アメリカ）
  - 春爛漫狸祭（日本）

### 7月
- 13日
  - うずまき（イギリス）
  - ターザンの凱歌（アメリカ）
- 16日
  - ぜったい愛して（日本）
- 27日
  - 悪魔が夜来る（フランス） - キネマ旬報ベストテン外国映画7位
  - 肖像（日本）
  - 聖メリーの鐘（アメリカ）
  - まごころ（アメリカ）

### 8月
- 愛欲（フランス）
- 3日
  - 天の夕顔（日本）
- 10日
  - 芸人ホテル（アメリカ）
  - 肉体の門（日本）
- 17日
  - 一寸法師（日本）
  - 高原の情熱（フランス）
- 23日
  - 母（日本）
- 24日
  - 赤い家（アメリカ）
  - 恋は魔術師（ソ連）
  - 誤解（アメリカ）
  - 蜂の巣の子供たち（日本） - キネマ旬報ベストテン4位

### 9月
- 4日
  - 颱風圏の女（日本）
- 7日
  - 悪漢バスコム（アメリカ）
  - ホノルル航路（アメリカ）
- 8日
  - ヘンリィ五世（イギリス） - キネマ旬報ベストテン外国映画1位
- 14日
  - 灰色の男（イギリス）
  - 六人の最後の者（フランス）
- 17日
  - 風の中の牝雞（日本） - キネマ旬報ベストテン7位
- 21日
  - 愛への誓い（ソ連）
  - 結婚五年目（パームビーチ・ストーリー）（アメリカ）
  - 三百六十五夜　東京篇（日本）
  - ステート・フェア（アメリカ）
  - ボストン物語（アメリカ）
- 26日
  - わが生涯のかがやける日（日本） - キネマ旬報ベストテン5位
- 28日
  - サザエさん　前後篇（日本）
  - 三百六十五夜　大阪篇（日本）
  - 毒薬と老嬢（アメリカ）
  - リゴレット（フランス）

### 10月
- 4日
  - 遥かなる我が子（アメリカ）
- 5日
  - マルクス捕物帖（アメリカ）
- 12日
  - 生きている画像（日本） - キネマ旬報ベストテン9位
  - にっぽんGメン（日本）
  - 幽霊暁に死す（日本）
- 18日
  - 王将（日本） - キネマ旬報ベストテン8位
- 19日
  - カンサス騎兵隊（アメリカ）
  - グリンカ（ソ連）
- 26日
  - オヴァランダース（オーストラリア、イギリス） - キネマ旬報ベストテン外国映画9位
  - 最初の舞踏会（フランス）

### 11月
- 1日
  - 幸福の限界（日本）
- 2日
  - 嘘つきお嬢さん（アメリカ）
  - 氷上の花（アメリカ）
  - 我輩は名剣士（アメリカ）
- 5日
  - 海の牙（フランス） - キネマ旬報ベストテン外国映画4位
- 9日
  - 奴隷海岸（ソ連）
- 16日
  - 偉大な嘘（アメリカ）
  - 海の狼（アメリカ）
  - 栄光の都（アメリカ）
  - パーキントン夫人（アメリカ）
- 20日
  - イワン雷帝（ソ連）
- 22日
  - 情熱の人魚（日本）
- 23日
  - 鐘の鳴る丘 㐧一篇 隆太の巻（日本）
  - 情炎の島（イギリス）
  - 求婚（フランス）
- 26日
  - シベリヤ物語（ソ連）
- 30日
  - 暗い鏡（アメリカ）
  - 三十四丁目の奇蹟（アメリカ）
  - 破戒（日本） - キネマ旬報ベストテン6位

### 12月
- 6日
  - 新愛染かつら（日本）
- 7日
  - 旧友（アメリカ）
  - 船団最後の日（イギリス）
  - 犯人は21番に住む（フランス）
- 14日
  - 間諜M1号（イギリス）
- 23日
  - 小判鮫 前篇（日本）
  - 四人目の淑女（日本）
- 28日
  - ターザン砂漠へ行く（アメリカ）
  - 弾痕（フランス）
  - 裸の町（アメリカ） - 1949年度キネマ旬報ベストテン外国映画5位